# ميكي ايماي
ميكي ايماي (باليابانية: 今井美樹) هي مغنية وممثلة يابانية، ولدت في 14 أبريل 1963 في اليابان.

## أعمال

### أفلام
- (1991) مطر الذكريات[3]

## وصلات خارجية
- ميكي ايماي على موقع IMDb (الإنجليزية)
- ميكي ايماي على موقع ألو سيني (الفرنسية)
- ميكي ايماي على موقع ميوزك برينز (الإنجليزية)
- ميكي ايماي على موقع أول موفي (الإنجليزية)
- ميكي ايماي على موقع أول ميوزيك (الإنجليزية)
- ميكي ايماي على موقع ديسكوغز (الإنجليزية)
- ميكي ايماي على موقع قاعدة بيانات الفيلم (الإنجليزية)
- ميكي ايماي على موقع كينوبويسك (الروسية)
- ميكي ايماي على موقع ANN person (الإنجليزية)